# Bågnäbbad härmtrast
Bågnäbbad härmtrast (Toxostoma curvirostre) är en fågel i den amerikanska familjen härmtrastar. Den är vanligt förekommande i södra USA och Mexiko.

## Kännetecken

### Utseende
Bågnäbbad härmtrast är en stor (25,5–28 cm) och gråbrun Toxostoma-härmtrast med lång stjärt och lång, rätt nedåtböjd näbb. Den kan vara svår att skilja från arizonahärmtrasten (T. bendirei), men denna skiljs på mindre storlek, kortare och rakare näbb, ljusare gul iris och små trekantiga fläckar, ej runda, på bröstet. Vidare har den ett beigefärgat, ej mörkt, mustaschstreck medan flankerna är beigebruna snarare än grå.
Östliga fåglar (palmeri-gruppen, se nedan) har något kortare stjärt, med tunna men distinkta vita vingband och små vita spetsar på yttre stjärtpennorna. Undertill kontrasterar fläckarna tydligare med ljusare bakgrund.

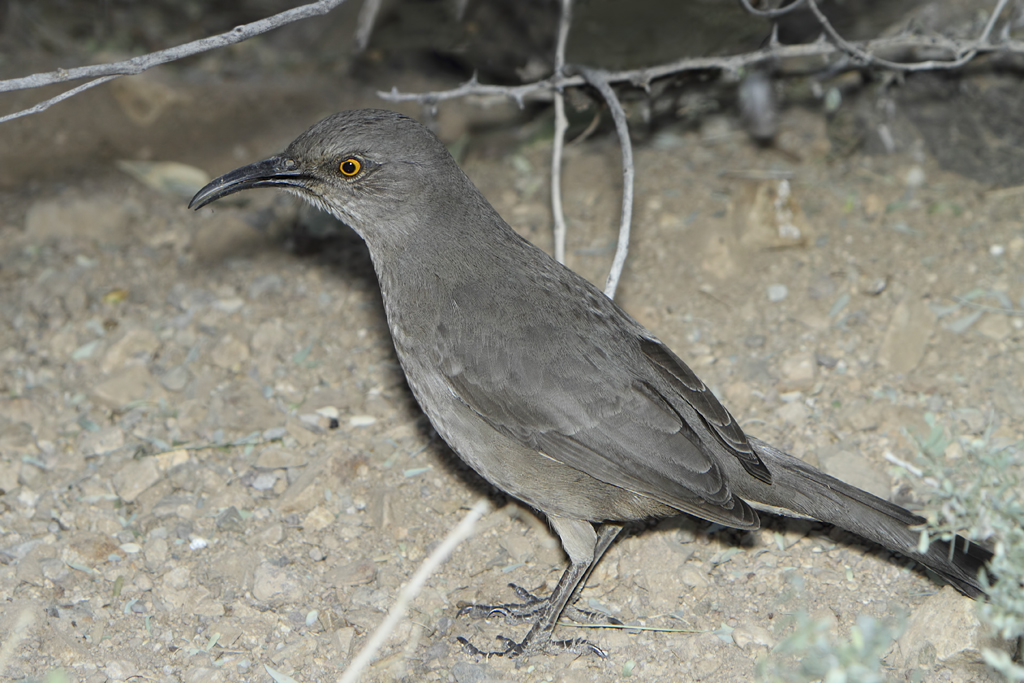
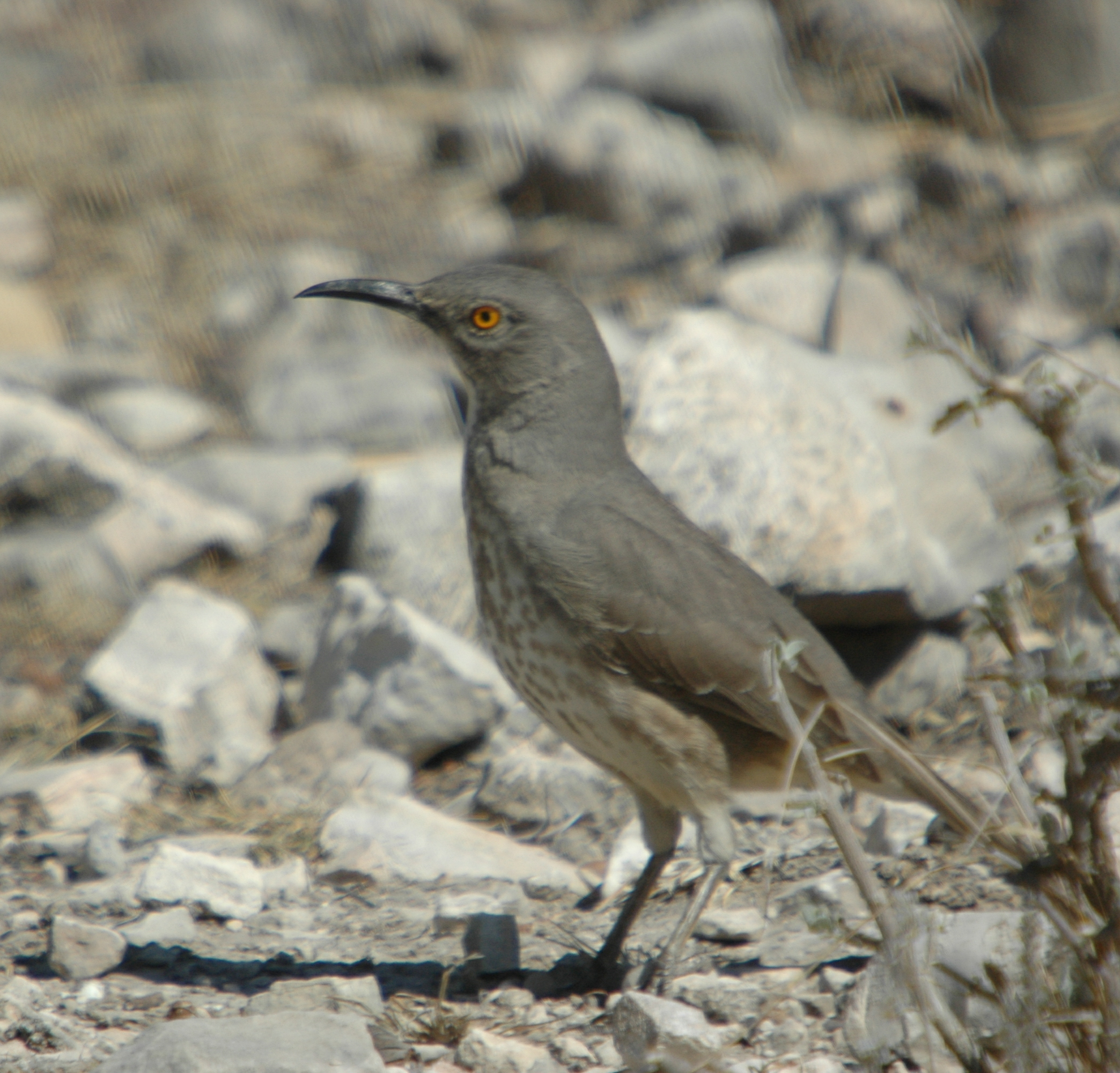
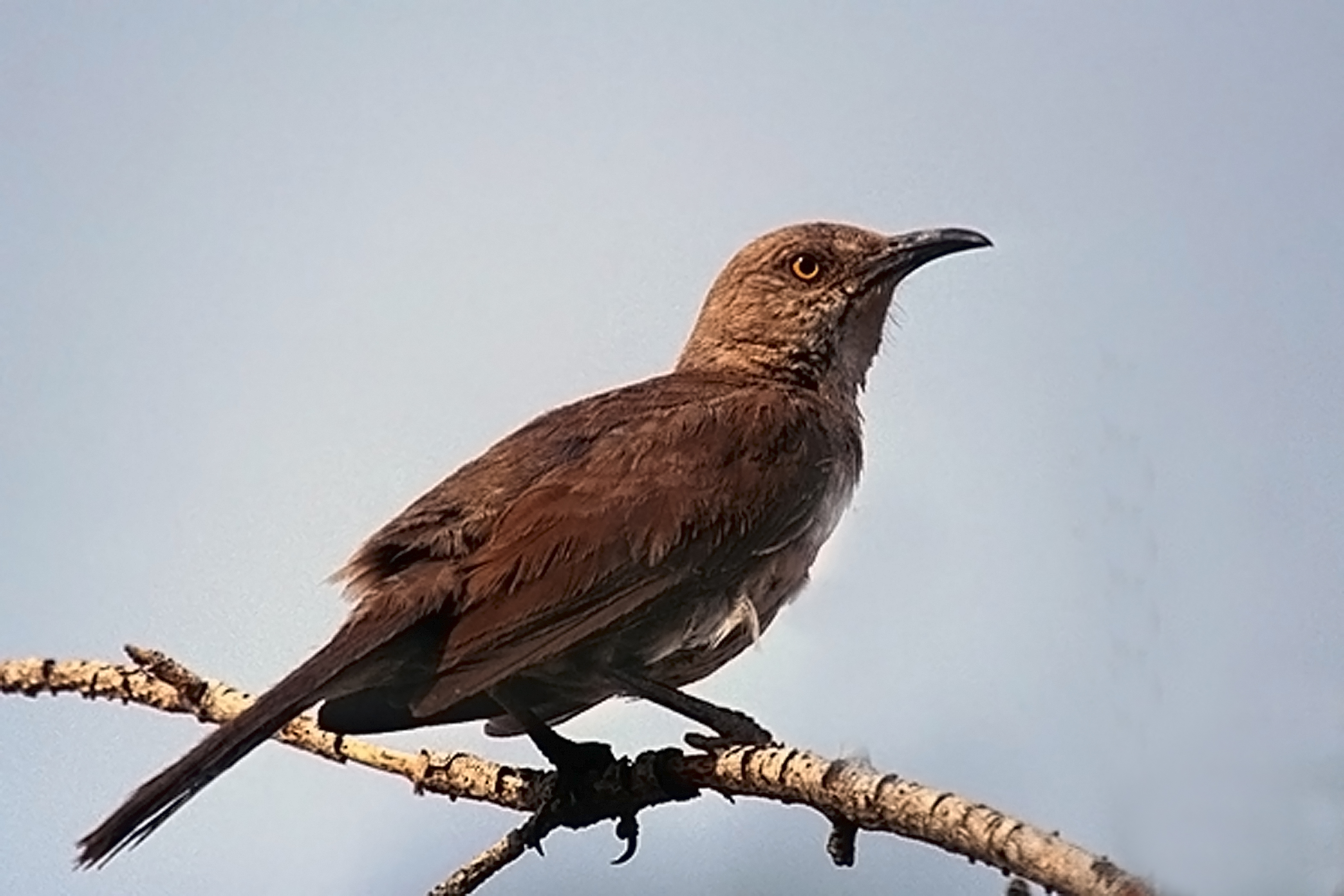

### Läten
Sången hos bågnäbbad härmtrast är lik släktingarna, men rätt hård i tonen, artikulerad och framstressad, med många korta och vassa läten, i engelsk litteratur återgivna som "quit-quit" och "weet". Bland lätena hörs en mycket distinkt, fyllig men vass vissling: "wit-WEET-wit".

## Utbredning och systematik
Bågnäbbad härmtrast delas in i sju underarter med följande utbredning:
- curvirostre-gruppen
  - Toxostoma curvirostre celsum – sydöstra Arizona till västra Texas och norra Mexiko (nordöstra Sonora till västra Coahuila)
  - Toxostoma curvirostre oberholseri – södra Texas till nordöstra Mexiko (östra Coahuila, Nuevo León och Tamaulipas)
  - Toxostoma curvirostre curvirostre – södra Mexiko (sydöstra Jalisco till Guerrero, Mexiko, Puebla och Oaxaca)
- palmeri-gruppen
  - Toxostoma curvirostre palmeri – arida södra Arizona till västra Mexiko (centrala Sonora)
  - Toxostoma curvirostre maculatum – nordvästra Mexiko (södra Sonora till norra Sinaloa och sydvästra Chihuahua)
  - Toxostoma curvirostre insularum – öar i Californiaviken (San Esteban och Tiburón)
  - Toxostoma curvirostre occidentale – nordvästra Mexiko (södra Sinaloa, Nayarit, nordvästra Jalisco och västra Durango)

Underartsgruppen palmeri har föreslagits utgöra en egen art.

## Levnadssätt
Bågnäbbad härmtrast är vanlig i olika typer av öppet landskap, men föredrar buskmarker i ökenområden. Den hittas också i urbana miljöer som parker. Fågeln är den mest sedda härmtrasten i sitt utbredningsområde och ses ofta födosöka på marken i det öppna, på jakt efter insekter och andra ryggradslösa djur.

## Status och hot
Arten har ett stort utbredningsområde och en stor population, men tros minska i antal, dock inte tillräckligt kraftigt för att den ska betraktas som hotad. IUCN kategoriserar därför arten som livskraftig (LC).